# Zhoř (Krásná Hora nad Vltavou)
Zhoř je vesnice, část města Krásná Hora nad Vltavou v okrese Příbram ve Středočeském kraji. Nachází se asi 1,5 kilometru severozápadně od Krásné Hory nad Vltavou. Je zde evidováno 53 adres. V roce 2011 zde trvale žilo 64 obyvatel.
Zhoř leží v katastrálním území Zhoř nad Vltavou o rozloze 2,73 km².

## Historie
První písemná zmínka o vesnici pochází z roku 1336.

## Obyvatelstvo
| Rok            | 1869 | 1880 | 1890 | 1900 | 1910 | 1921 | 1930 | 1950 | 1961 | 1970 | 1980 | 1991 | 2001 | 2011 | 2021 |
| -------------- | ---- | ---- | ---- | ---- | ---- | ---- | ---- | ---- | ---- | ---- | ---- | ---- | ---- | ---- | ---- |
| Počet obyvatel | 277  | 298  | 284  | 312  | 263  | 252  | 210  | 135  | 123  | 105  | 79   | 63   | 59   | 64   | 57   |
| Počet domů     | 31   | 35   | 43   | 45   | 44   | 43   | 44   | 41   | 41   | 28   | 26   | 33   | 30   | 33   | 33   |

## Obecní správa
Při sčítání lidu v letech 1850–1960 Zhoř byla samostatnou obcí, se kterým patřila nejprve do okresu Sedlčany, ale od roku 1960 v okrese Příbram. Od 1. července 1960 je částí města Krásná Hora nad Vltavou v okrese Příbram.

## Pamětihodnosti
- Na návsi se nachází kaple.
- Před vchodem do kaple se nalézá kříž. Kříž má na svém kamenném podstavci nápis „Ke cti a chwále boží wistawila obec tento spůsob že sin boží na kříži umriti ro nás ráčil“. Na oválném štítku je nápis „Pochválen buď Ježíš Kristus“.
- U domu u silnice z vesnice ve směru na Švastalovu Lhotu se nalézá výklenková kaple.

## Galerie

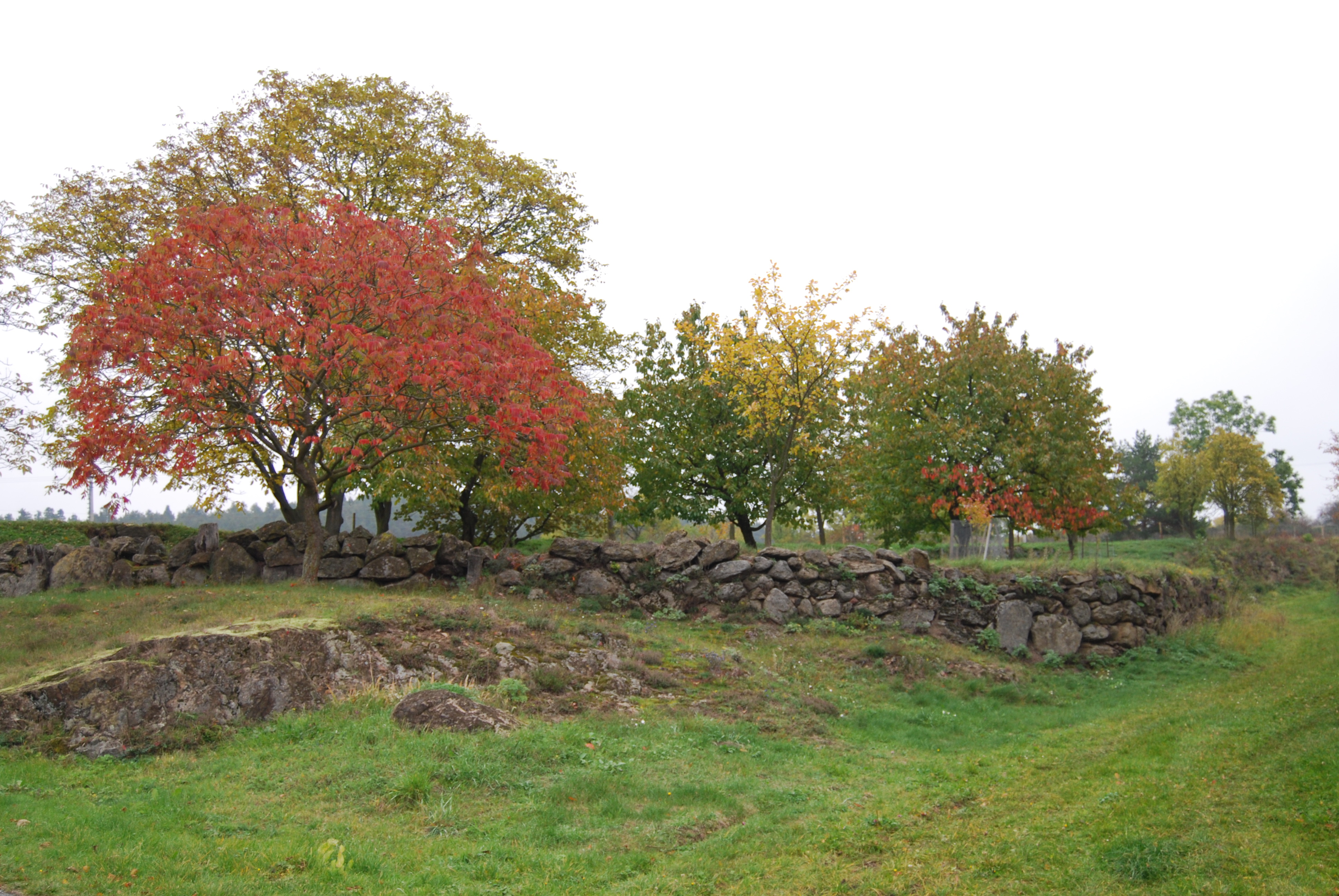
Zahrada u domu
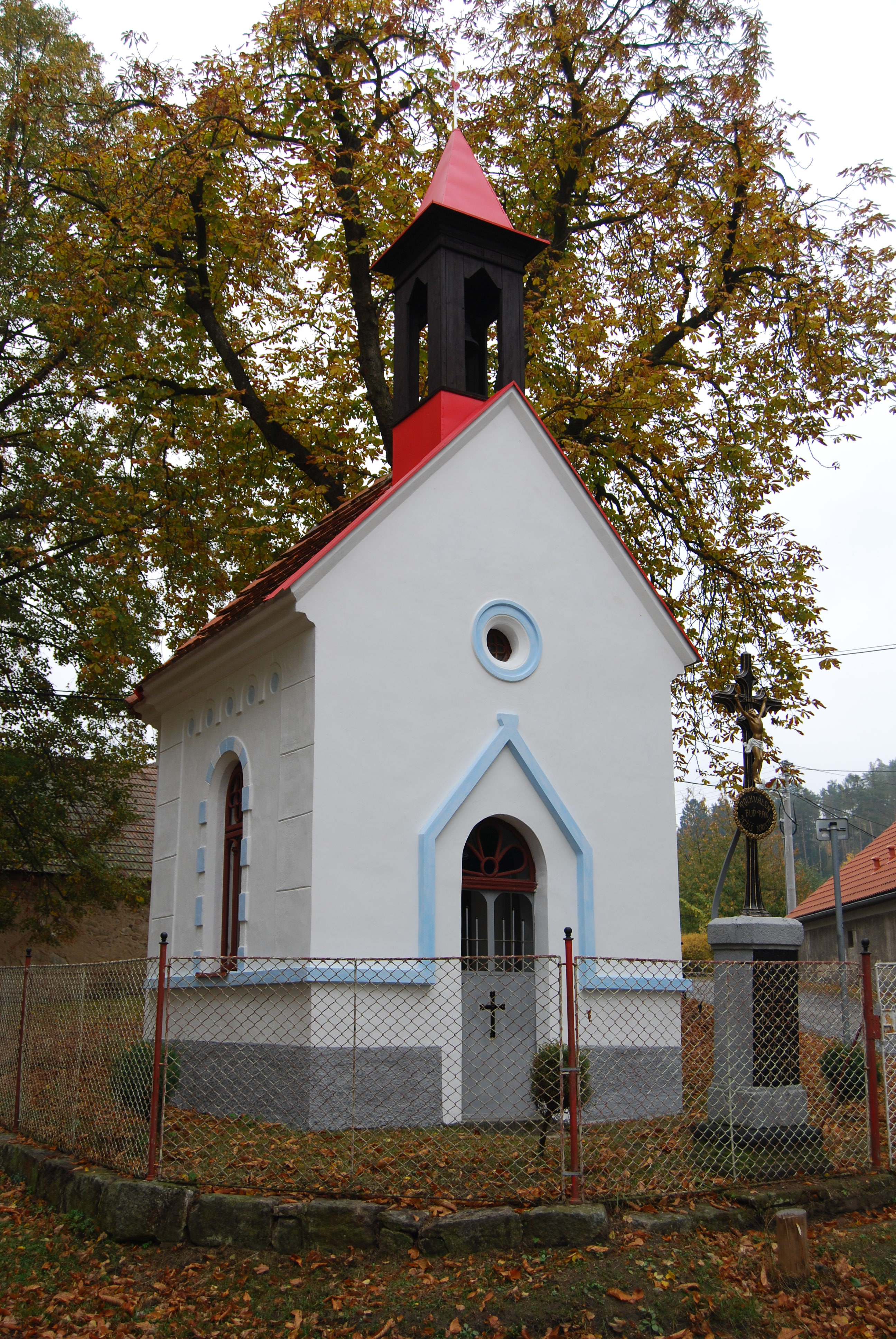
Návesní kaple
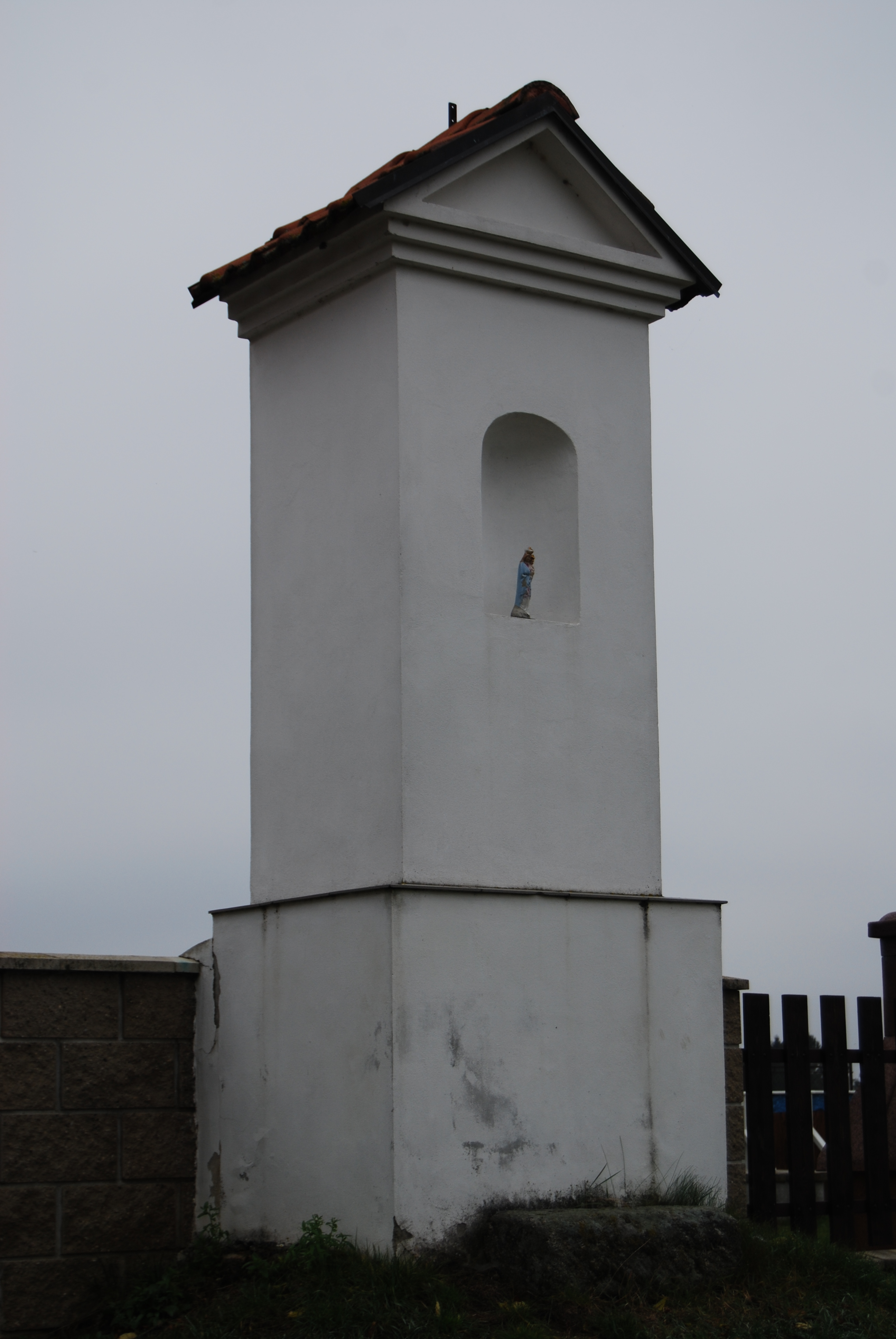
Kaple ve vesnici
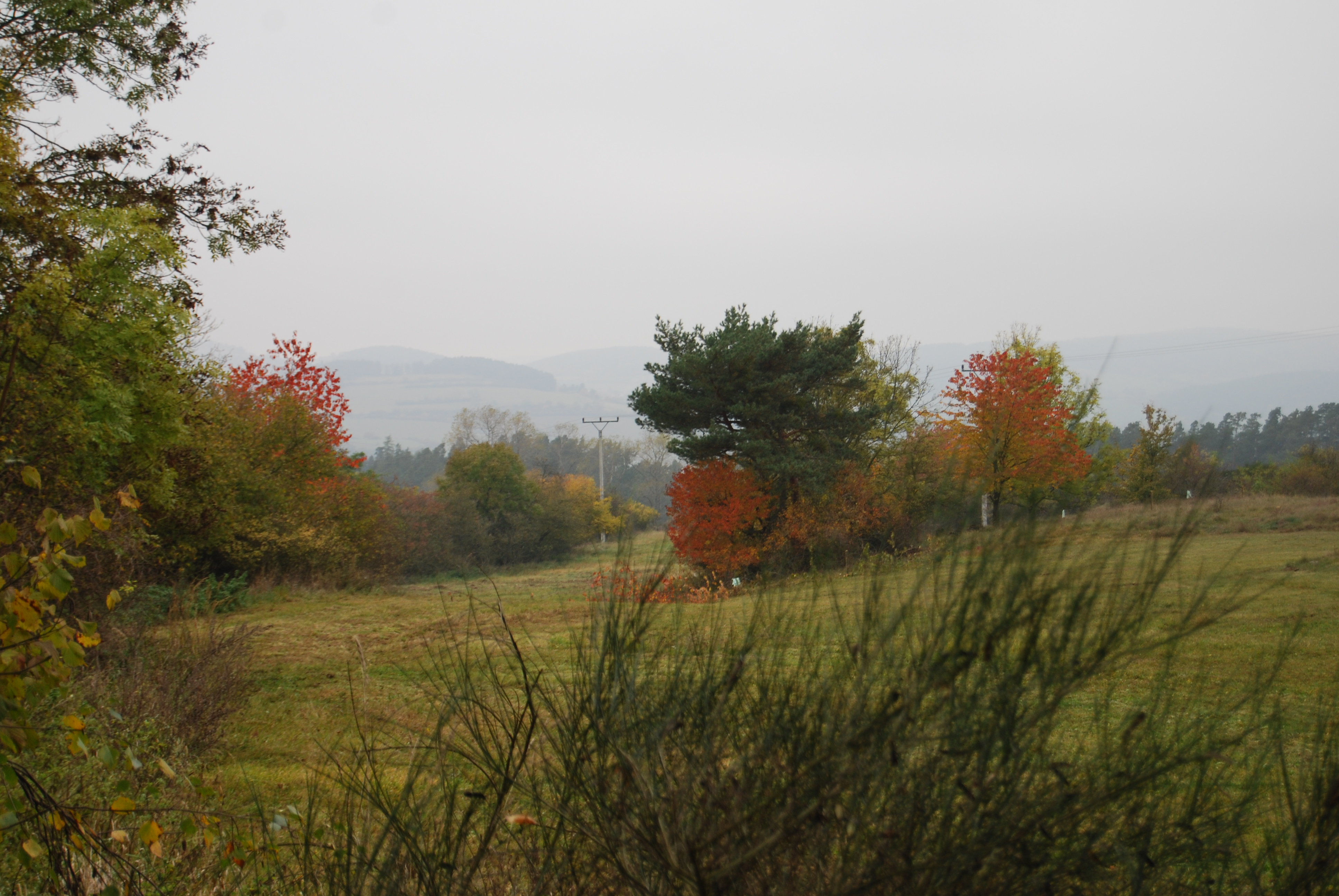
Pohled na okolí